# Allein unter Nachbarn – La comunidad
Allein unter Nachbarn – La comunidad ist eine schwarze spanische Komödie aus dem Jahre 2000. Inszeniert wurde der Spielfilm von Álex de la Iglesia.

## Handlung
Madrid: Julia ist Maklerin in einer Immobilienfirma. Sie besichtigt mit potenziellen Klienten eine elegante Mehrzimmerwohnung in einem Mehrparteienhaus. Als diese kein Interesse haben, verbringt sie dort unzulässigerweise eine Nacht mit ihrem frustrierten Ehemann und wird Zeuge, wie die Feuerwehr die Wohnung über ihr gewaltsam öffnet. Die Wohnung ist voller Müll und der Leiche eines alten Mannes, die bereits von einer Katze angeknabbert wurde. Der Tote muss schon Wochen in der Wohnung gelegen haben. Als die Feuerwehrmänner die Leiche auf einer Bahre aus der Wohnung tragen, fällt dieser eine Brieftasche aus der Tasche. Geistesgegenwärtig schnappt sich Julia die Brieftasche und entdeckt später einen Schatzplan darin. Sie schleicht in die verlassene Wohnung und findet 300 Millionen Peseten in bar. Diese verstaut sie in Tüten. Dies bleibt jedoch nicht unbemerkt von der Nachbargemeinde. Julia wird allmählich bewusst, dass die gesamte Gemeinschaft von dem Geld weiß. Nach einigem belanglosen Geplänkel zwischen der Gemeinde und Julia wird ihr bewusst, dass sie das Gebäude nicht mit dem Geld verlassen kann. Die Nachbarn sind bewaffnet und zu allem bereit. Sie wenden Brachialgewalt an und bald sind zwei Gemeinschaftsmitglieder tot. Rädelsführer Emilio berichtet kurz vor seinem gewaltsamen Tod Julia von der gesamten Geschichte: Der Alte gewann im Fußball-Toto dank eines Tipps von Emilio, war dann aber nicht bereit, mit den anderen zu teilen. Seitdem bewachte die Gemeinde die Wohnung des Alten rund um die Uhr, weshalb der Alte aus Furcht seine Wohnung nicht mehr verließ. Julia, die nicht bereit ist, auf das Geld zu verzichten, liefert sich einen Kampf auf Leben und Tod. Sie schafft es, das Gebäude lebend zu verlassen, vier weitere Nachbarn mussten den Kampf mit dem Leben bezahlen. Das Geld sichert sich letztlich Charly, ein geistig etwas beschränkter, aber harmloser Nachbar, der Julia liebt. Nachdem die Gemeindemitglieder verhaftet wurden, liest Julia eine an sie gerichtete chriffrierte Nachricht in der Tageszeitung. Julia, die sich von ihrem Ehemann getrennt hat, trifft sich mit Charly in einem kleinen Café, in dem er feiert und das Geld unter den Gästen verteilt.

## Standort
Das Gebäude, in dem der Film spielt, befindet sich in der Carrera de San Jerónimo Nr. 14, im Zentrum Madrids. Auf dem Gebäude der Banco Bilbao Vizcaya (ehemals: „Banco de Bilbao“) in der Calle de Alcalá (Zentral-Madrid) findet der Endkampf statt.

## Kritik
Der Film, der für 15 Goyas nominiert war und drei gewann, erhielt gute Kritiken. Vergleiche mit Roman Polańskis Der Mieter, Rosemaries Baby und Hitchcockfilmen wurden gezogen.

„De la Iglesia entwirft ein schillerndes Panoptikum der schrillen Typen und setzt damit einen wunderbaren Kontrapunkt zum gelackten Casting amerikanischer Genrefilme, in denen selbst die kleinsten Nebenrollen mit glatten Kataloggesichtern besetzt werden“

„Alex de la Iglesia gelang mit La Comunidad eine originelle Synthese aus filmgeschichtlichen Anspielungen und der eigenen Vorliebe für mörderische Skurrilitäten.“

## Preise
- Goyas 2001
  - Carmen Maura als beste Hauptdarstellerin
  - Emilio Gutiérrez Caba als bester Nebendarsteller
  - Nominierung als Bester Film
  - Nominierung Álex de la Iglesia für die beste Regie
  - Félix Bergés, Pau Costa, Julio Navarro und Raúl Romanillos für die besten Spezialeffekte
  - Nominierung Enrique Domínguez und José Vinader für den besten Ton
  - Nominierung Roque Baños für die beste Filmmusik
  - Nominierung Mercedes Guillot und José Quetglás für die beste Maske
  - Nominierung Francisco Delgado für die besten Kostüme
  - Nominierung Juanma Pagazaurtandua als bester Produzent
  - Nominierung Kiko de la Rica für die beste Kamera
  - Nominierung  Alejandro Lázaro für den besten Schnitt
  - Nominierung  José Luis Arrizabalaga und Biaffra für die beste Ausstattung
  - Nominierung Terele Pávez als beste Nebendarstellerin
  - Nominierung Jorge Guerricaechevarría und Álex de la Iglesia für das beste Originaldrehbuch

- Filmfestival von San Sebastián
  - Carmen Maura als beste Schauspielerin